# Benedict Arnold
Benedict Arnold V (Norwich, Connecticut; 14 de enero de 1741-Londres, Reino Unido de Gran Bretaña e Irlanda; 14 de junio de 1801), conocido simplemente como Benedict Arnold, fue un general estadounidense que sirvió durante la guerra de Independencia de los Estados Unidos. Luchó con distinción para el Ejército Continental estadounidense y ascendió al rango de general de división, antes de desertar y pasarse al bando británico en 1780. El general George Washington le había dado toda su confianza y lo había puesto al mando de West Point en Nueva York. Arnold planeaba entregar el fuerte a las fuerzas británicas, pero el complot fue descubierto en septiembre de 1780, tras lo cual huyó a las líneas británicas. En la última parte de la guerra, Arnold fue nombrado general de brigada en el ejército británico y puesto al mando de la Legión Americana. Comandó el ejército británico en la batalla contra los soldados que una vez había comandado, y su nombre se convirtió en sinónimo de traición en los Estados Unidos.
Tras la guerra, en el invierno de 1782, él y su segunda esposa, la espía británica Peggy Shippen, se mudaron a Londres, Inglaterra, en el invierno de 1782. Fue bien recibido por el rey Jorge III y los Tories, pero mal visto por los Whigs y la mayoría de los oficiales del ejército. En 1787, se mudó a Canadá para dirigir un negocio comercial con sus hijos Richard y Henry. Fue extremadamente impopular allí y regresó permanentemente a Londres en 1791, donde murió diez años después.

## Biografía
Arnold fue el último de los 6 hijos que tuvieron Benedict Arnold III (1683–1761) y Hannah Waterman King, dos colonos de origen inglés pero nacidos en las Trece Colonias. Nació en Norwich, Connecticut. Su nombre fue elegido en honor a su bisabuelo Benedict Arnold, quien fuera gobernador de la Colonia de Rhode Island y en honor a Benedict Arnold IV quien murió durante su infancia antes de que Benedict Arnold V naciera. Solo Benedict y su hermana Hannah llegaron a la edad adulta: sus otros hermanos murieron a causa de la fiebre amarilla cuando eran niños. Por parte de su abuela materna, Arnold descendía de John Lothropp, un ancestro de al menos cuatro presidentes de Estados Unidos.
A los 15 años se unió a las milicias de la colonia de Connecticut. En esa condición, Arnold participó en el ejército de colonos que marchó a Albany y Lake George para apoyar a las tropas británicas que se enfrentaban a la invasión francesa desde Canadá en la Batalla del Fuerte William Henry, en el teatro estadounidense de la Guerra de los Siete Años.
Cuando en 1776 las Trece Colonias proclamaron su independencia de Gran Bretaña, Arnold se unió nuevamente a la milicia de Connecticut y participó en los primeros combates contra las tropas británicas. En 1777 se le confió la jefatura de las tropas del valle del río Hudson para evitar la penetración de las tropas británicas desde Canadá, que por la vía del río podrían atacar las colonias de Pensilvania y Nueva York.
Mientras combatía para los estadounidenses se había distinguido por sus muestras de coraje y valentía en la captura del Fuerte Ticonderoga en 1775 y en la batalla de Saratoga en 1777. Se opuso fuertemente a la decisión tomada por el Congreso Continental de formar una alianza con Francia, puesto que había sufrido algunas derrotas por los franceses y sus aliados indígenas en la Guerra franco-india de 1754–1763.
En 1779 se le confió la jefatura del fuerte estadounidense de West Point, Nueva York, punto estratégico que controlaba el acceso desde las costas atlánticas hacia el interior de la colonia de Nueva York. No obstante, para esa fecha Arnold ya había tenido conflictos con sus superiores. Habiendo perdido el apoyo del Congreso Continental y de los militares estadounidenses, ya que le debían cierta cantidad de dinero por pagas atrasadas, fue además acusado de corrupción. Arnold sufrió también una gran presión por parte de su esposa, que era leal a la Corona británica junto con su suegro y demás familia política.

## Traición
En septiembre de 1780, habiéndose ya dañado sus relaciones con los independentistas estadounidenses, Arnold tramó su plan, que de funcionar, habría otorgado el control del valle del Río Hudson a las fuerzas británicas, y hubiera ayudado a que estas dividieran las Trece Colonias por la mitad.
A lo largo de ese año Arnold había intentado contactar a los jefes militares británicos para ofrecerles sus servicios y lograr que confiasen en él. Finalmente logró contactar al general británico Henry Clinton y ofreció cambiar de bando, rindiendo el fuerte de West Point, en Nueva York, que se encontraba bajo su mando. Clinton aceptó los servicios de Arnold y le prometió un alto rango militar en el ejército británico así como una elevada suma de dinero, para lo cual le envió como intermediario al mayor John André.
El complot se descubrió, cuando en septiembre de 1780 André fue descubierto por milicianos estadounidenses mientras huia de vuelta a las filas británicas. En poder de André se hallaban papeles que demostraban la traición de Benedict Arnold y esto se difundió pronto a los jefes del Ejército Continental. Arnold huyó al lado británico apenas supo de la captura de André (quien fue ahorcado como espía poco después), antes de que fuera capturado por tropas estadounidenses despachadas por el propio George Washington.
Una vez a salvo, Arnold dirigió las fuerzas británicas en Nueva York, para lo cual fue nombrado Brigadier General en el ejército británico, además de recibir un premio de 6.000 libras esterlinas. A inicios de 1781 continuó dirigiendo tropas británicas, pero tras la derrota británica en Yorktown en octubre del mismo año, se vio obligado a viajar con su esposa e hijos a Gran Bretaña, debido a que el triunfo de los colonos amenazaba la posición británica en Nueva York, ciudad en la que Arnold se había establecido con su familia.
Ya en Gran Bretaña, Arnold pidió al gobierno de Lord North la continuación de la guerra contra las Trece Colonias, ofreciéndose para volver a la lucha, pero sin hallar respuesta favorable. Arnold se estableció definitivamente en Londres, dedicándose al comercio ultramarino con desigual fortuna, ganando cierta riqueza pero también acumulando deudas. El gobierno británico tampoco aceptó sus reiteradas solicitudes para desempeñar puestos oficiales importantes, y en la práctica nunca se le otorgaron mandos militares efectivos.
La firma del tratado por el cual Gran Bretaña reconocía la independencia de Estados Unidos le impidió definitivamente a Arnold volver a su tierra. Irónicamente, Arnold fue cuestionado por los whigs del Parlamento británico por haber traicionado a sus jefes, mientras que fue simultáneamente ignorado por los tories que habían sido opuestos a todo entendimiento con los colonos pero desconfiaban del tardío "cambio de bando" de Arnold. Arnold murió en Londres en 1801. Su nombre es sinónimo de traición en los Estados Unidos hoy en día.
La polémica de su traición se ha debatido desde hace años por historiadores ingleses y estadounidenses, mientras que los estadounidenses tildan de traidor a Arnold a su vez los historiadores británicos señalan que fueron las colonias estadounidenses quienes traicionaron a su rey y que Arnold fue un gran patriota inglés.

## Legado

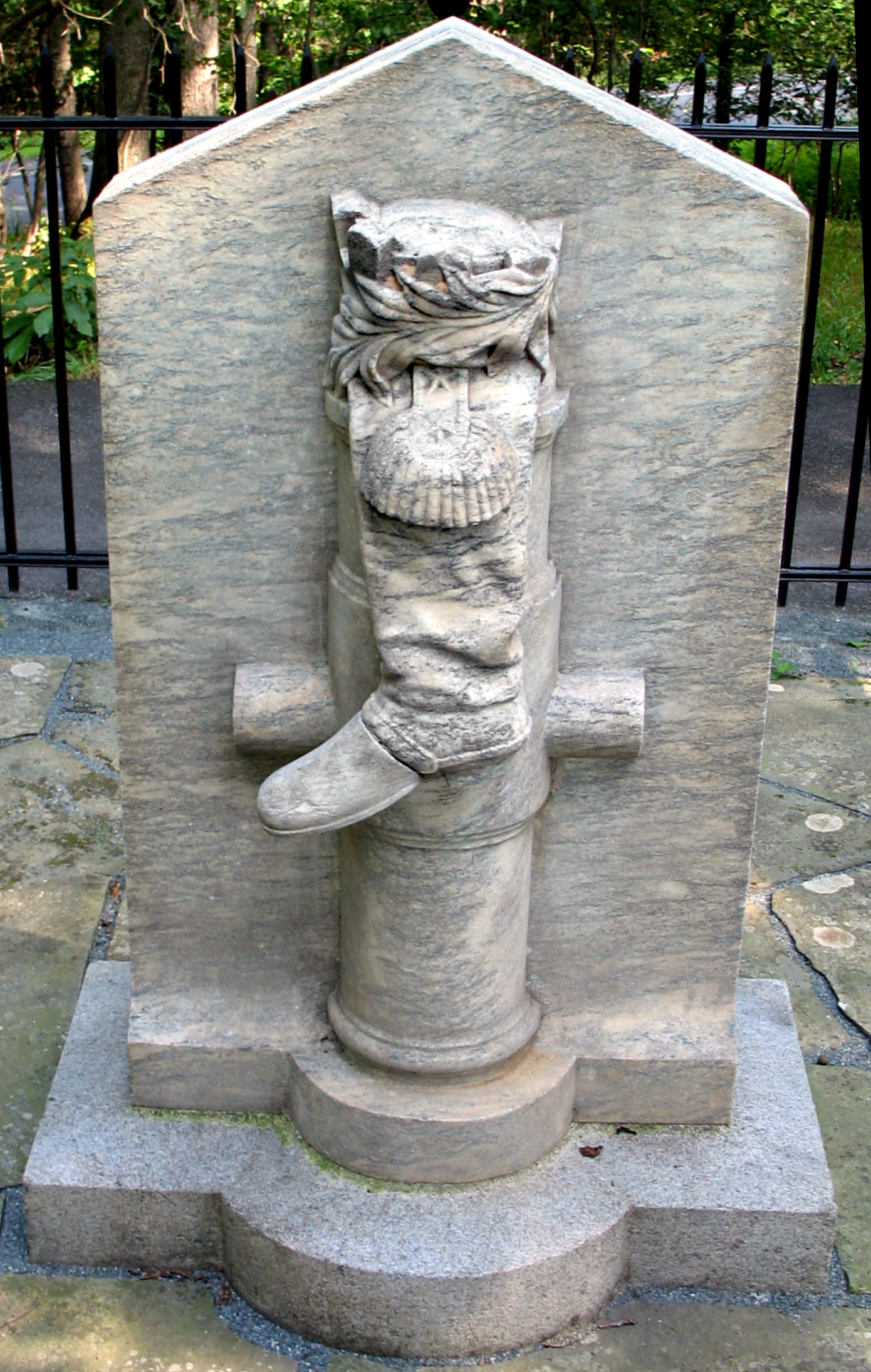
Monumento de la Bota en Saratoga

Mientras a los demás protagonistas estadounidenses de su época se les han dedicado innumerables monumentos a lo largo y ancho de los Estados Unidos, a Benedict Arnold solo se lo recuerda con un curioso monumento pétreo en forma de bota en el Parque Nacional Histórico de Saratoga, por su indudable participación en el triunfo estadounidense de esa jornada. Tiene tal forma de bota porque en dicha batalla al efectuar una muy arriesgada carga a caballo contra el enemigo, Arnold recibió un impacto de bala en su pie.
Dicho monumento carece de nombre escrito aunque da bastantes pistas sobre la identidad del homenajeado: "En memoria del más brillante soldado del Ejército Continental quien fue desesperadamente herido en este preciso lugar (...) logrando para sus paisanos la decisiva batalla de la Revolución Colonial Norteamericana y para sí mismo el rango de Mayor General".
En el inglés americano, el término Benedict Arnold es sinónimo de traidor.